# Тучапець Андрій Іванович
Андрíй Івáнович Тучапéць (17 червня 1979, Новояворівськ, Львівська область, Україна) —  український альтист, заслужений артист України, педагог, в. о. доцента кафедри струнно-смичкових інструментів НМАУ ім. П. І. Чайковського, автор науково-методичних робіт, учасник Національного ансамблю солістів «Київська камерата», лауреат всеукраїнських та міжнародних конкурсів.

## Життєпис
Народився  17 червня 1979 року в м. Новояворівськ (Львівська обл.). Навчався в Новояворівській школі № 1 і в Новояворівській дитячій школі мистецтв у класі Чури Марії Михайлівни (скрипка). Згодом продовжив навчання у ЛДМУ ім. С.Людкевича (клас професора Д. М. Комонька — альт), пізніше — у НМАУ ім. П. І. Чайковського (клас професора Д. Г. Гаврильця - альт). Після завершення навчання в академії стажувався в аспірантурі в класі професора Д. Г. Гаврильця.

## Педагогічна діяльність
З 2007 року є викладачем, з 2018 — в.о доцента класу альта кафедри струнно-смичкових інструментів НМАУ ім. П. І. Чайковського. У 2019 році розпочав викладати в Академії мистецтв ім. П.Чубинського. Як талановитий педагог виховав плеяду успішних музикантів, лауреатів міжнародних конкурсів: М.Ощепков — І премія на Міжнародному конкурсі струнно-смичкових інструментів ім. Є.Кока (Кишинів, Молдова), І премія на Міжнародному конкурсі «Golden time talent» (Лондон, Англія) та інші; А.Кожема — І премія на III Міжнародному конкурсі «Bravo», Туреччина, І премія на Міжнародному конкурсі  «The 21 century art»; Ю.Білецький — ІІ  премія на Міжнародному конкурсі «The 21 century art»; Є.Владіміров — диплом на Міжнародному конкурсі струнно-смичкових інструментів ім. Є.Кока (Кишинів, Молдова).
2010 р. – Лауреат премії імені Л. Ревуцького (участь у складі квартету ім. Л.М. Ревуцького)
Членство у журі конкурсів:
- 2012, 2023 рр. — член журі конкурсу на заміщення вакантних посад у групу альтів, скрипалів до Національного президентського оркестру України;
- 2017 р. — член журі конкурсу на заміщення вакантних посад у групу  скрипалів та віолончелей до оркестру Київського академічного театру опери і балету для дітей та юнацтва.

## Враження студентів
«Він з повагою ставиться до студентів, дає свободу у виборі програми та під час музичної інтерпретації, підтримує мене перед виступами та після них… Я дуже задоволена, що навчалася у нього, Андрій Іванович не лише дуже багато знає, а ще й вміє поділитися своїми знаннями, добре та зрозуміло пояснити, щось влучно підказати… Для мене великою перевагою є й той факт, що він зараз багато концертує, грає  в оркестрах та соло, тому не просто передає „сухий“ досвід, накопичений за роки навчання чи викладання, а й сам безпосередньо продовжує дізнаватися щось нове для себе, самовдосконалюється та не зупиняється на досягненому…»
«З першого заняття відчувалася дружня атмосфера, не було такого, що я боявся йти на спеціальність, як було, коли навчався в коледжі… Андрій Іванович — справжній професіонал, він знаходить індивідуальний підхід до кожного студента… дозволяє мені самовиражатися, вносити щось від себе під час виконання. Завжди готовий відповісти на мої запитання, щось порадити… робить дуже толкові зауваження… Сам часто грає на концертах, його виступи надихають мене… Під час навчання я бачив прогрес, чув як покращувалася моя гра, я став ліпше розуміти музику, швидше вивчав твори… Я дуже вдячний своєму шефу за поради та зауваження…»
«Ми з Андрієм Івановичем багато пройшли: і концерти, і конкурси, і заліки… Дуже компетентний викладач, має відмінний музичний смак та дуже добре розуміється на сучасній музиці, бо має досвід у її виконанні. На спеціальності не обмежував мене у музикуванні, давав свободу. Андрій Іванович — експерт у виконанні оркестрових партій, справжній професіонал своєї справи, шикарний педагог… Допоміг мені, коли я лише починав грати в оркестрах… Я щасливий, що навчаюся у нього» (Максим Ощепков).

## Творча діяльність
Протягом довгого часу був учасником квартету ім. Л. М. Ревуцького. Зараз творча діяльність пов'язана з Національним ансамблем солістів «Київська камерата». За понад 20 років роботи в колективі здійснено: понад 60 записів (фондових та трансляційних) до фонду Українського радіо, 10 записів для альта з оркестром, що отримали високу оцінку та відзнаку художньої ради НРКУ. Велика кількість концертних виступів на творчих майданчиках України, Європи, Америки, Азії та Африки.
А. І. Тучапець активно популяризує сольне й оркестрове мистецтво в Україні та світі, бере участь у Міжнародних фестивалях у Нідерландах, Великобританії, Німеччині, Польщі та в містах України: Києві, Львові, Ужгороді, Житомирі, Кіровограді, Чернігові;
Як соліст виступав з такими оркестрами:
- Камерний оркестр «Concertino» (м. Тбілісі, Грузія), диригент — Г. Шилакадзе;
- Національний симфонічний оркестр України, диригент — Н. Фаріна (Швейцарія);
- Національний ансамбль «Київські солісти», диригент –Б. Которович;
- Національний заслужений академічний симфонічний оркестр України, диригент — В. Сіренко;
- Камерний оркестр «Віртуози Львова», диригент — С.Борко;
- Національний ансамбль солістів «Київська камерата», диригент — В. Матюхін, О.Марінченко, Е.Пехк (Естонія), Ялчин Адегезалов (Азербайджан).